# Bataille de Provédien
Guerre franco-anglaise (1778-1783)
Batailles
La bataille de Provédien est la deuxième des batailles navales engagées entre la flotte britannique du vice-amiral Edward Hughes et la flotte française du bailli de Suffren dans l'océan Indien pendant la guerre d'indépendance américaine. La bataille a eu lieu le 12 avril 1782 le long de la côte est de Ceylan, près d'un îlot rocheux nommé Provédien, au sud de Trinquemalay.

## Le contexte

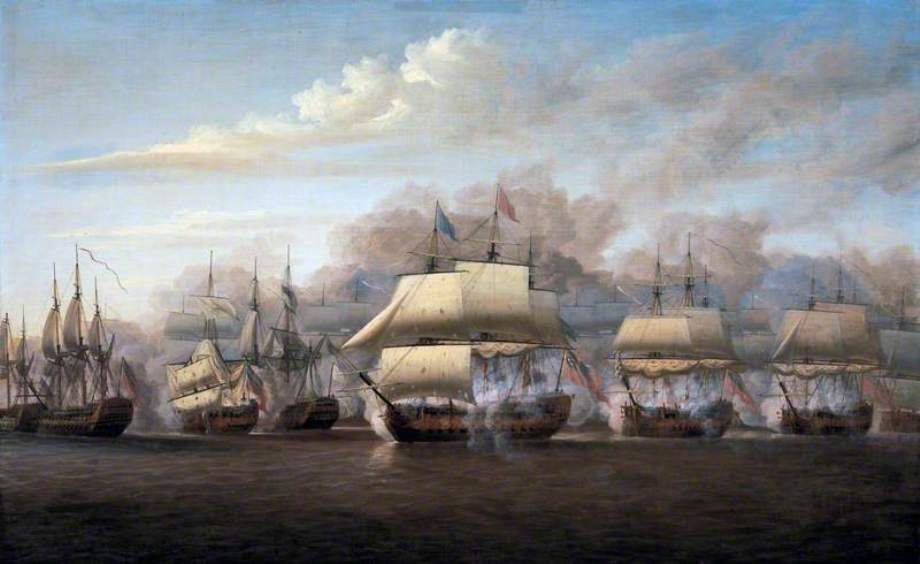
Vue générale de la bataille de Provédien, le 12 avril 1782 (Dominique Serres).

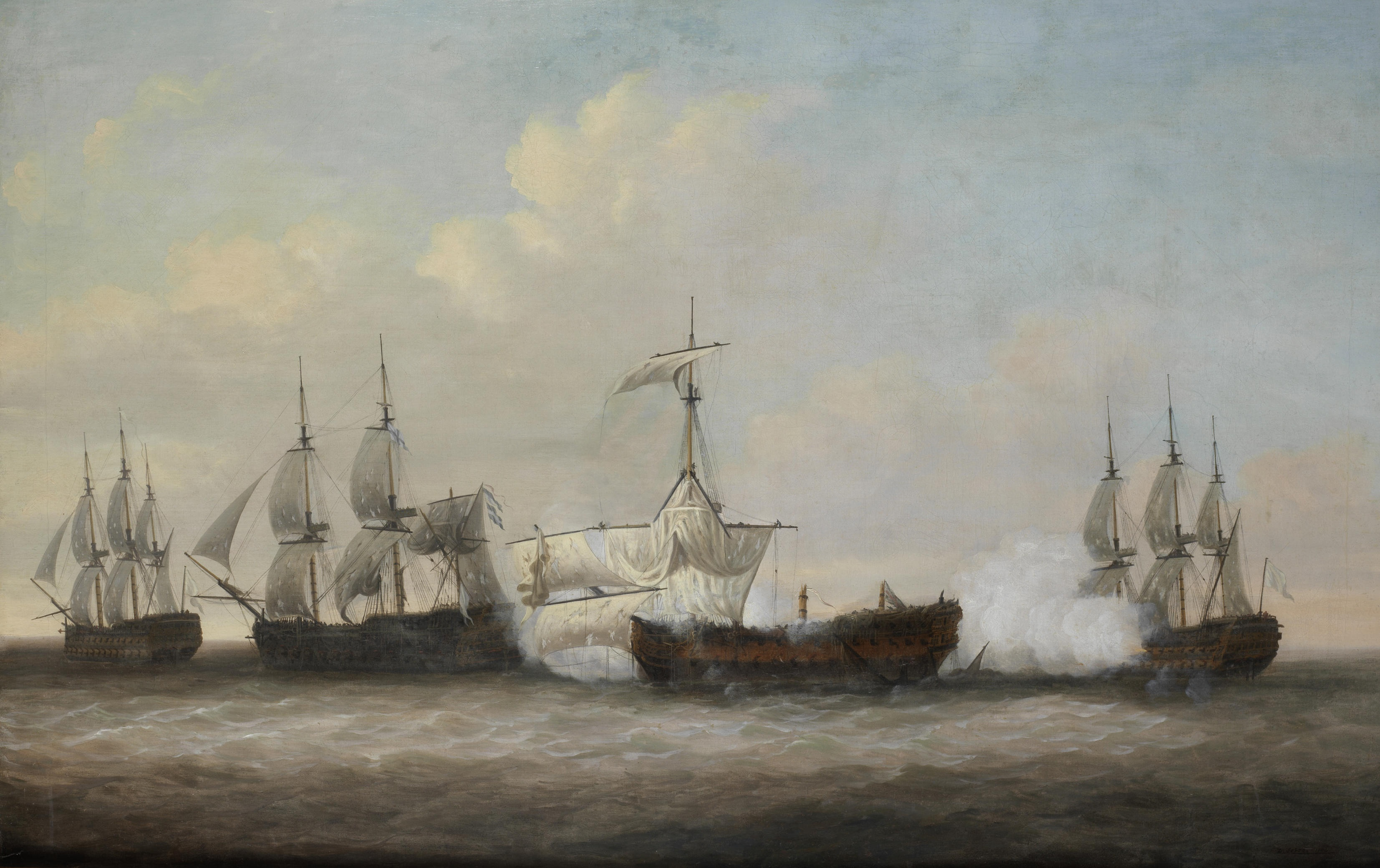
Le HMS Monmouth désemparé aux côtés de trois vaisseaux français, par Dominique Serres, 1784.

La France était entrée dans la guerre d'indépendance des États-Unis en 1778, et la Grande-Bretagne avait déclaré la guerre aux Provinces-Unies à la fin 1780 après que les Hollandais eurent refusé de cesser le commerce de matériel militaire avec les Français et les Américains. Les Anglais eurent rapidement le contrôle de la plupart des avant-postes français et hollandais de l'Inde quand les nouvelles de ces évènements furent arrivées en Inde, provoquant la deuxième guerre du Mysore.
L'amiral français, le bailli de Suffren, fut envoyé en mission en mars 1781 pour porter assistance militaire aux comptoirs français de l'Inde, à la tête d'une flotte de cinq bâtiments de ligne, sept flûtes, et une corvette pour escorter le transport depuis Brest.
Après une bataille par hasard contre une flotte anglaise à Porto Praya dans les îles du Cap-Vert en avril, et un arrêt en octobre au cap de Bonne-Espérance alors sous domination hollandaise, où il laissa des troupes pour aider les Hollandais à défendre cette colonie et ajouta quelques navires à sa flotte. Il mit le cap sur l'île de France (île Maurice), et arriva à Port-Louis en décembre.
Là, la flotte renforcée par les navires de réserve fit voile vers l'Inde sous commandement de l'amiral d'Orves, déjà âgé, pour accompagner le transport de 3 000 soldats commandés par le comte Du Chemin. D'Orves mourut en février 1782, peu avant que la flotte n'arrive au large des côtes indiennes. Et une fois de plus, Suffen prit le commandement.
Suffren alla d'abord à Madras, en espérant prendre par surprise la forteresse anglaise. Lorsqu'il trouva la flotte d'Edward Hughes au mouillage le 15 février 1782, il vira au sud avec l'intention de débarquer des troupes à Porto Novo. De là, celles-ci pourraient remonter la côte et reprendre les possessions françaises et hollandaises en chemin. Hughes leva l'ancre et prit la mer après Suffren. À la bataille de Sadras les deux flottes subirent des avaries sans pertes de navires, mais les Français pouvaient débarquer les troupes en toute sécurité à Porto Novo pour porter assistance aux Mysoriens. Suffren fit quelques réparations à Pondichéry après la bataille, et prit la mer le 23 février pour retrouver Hughes qui avait fait route vers Trinquemalay pour réparations.
Le 8 avril, la flotte de Hughes avait été repérée, mettant le cap vers la baie de Trinquemalay. Suffren se lança à sa poursuite, mais ne put conclure au bout de trois jours. Hughes changea de cap le 12 avril pour se diriger vers Trinquemalay, ce qui donna l'avantage du vent à Suffren.

## La bataille
Les lignes de bataille s'affrontèrent vers midi et demie. Au début, quelques capitaines de vaisseau de Suffren, restés à l'arrière, ne se joignirent pas tout de suite à la ligne (comme déjà à Sadras). Mais finalement, dix des douze vaisseaux furent engagés contre les onze vaisseaux anglais. Le Monmouth fut le premier navire à quitter la ligne anglaise après avoir été démâté, et le Superb souffrit également de dommages importants dès les premiers affrontements. Hughes put reprendre l'avantage en ordonnant à sa flotte de virer lof pour lof. Alors la bataille commença à tourner en défaveur des Français. Vers six heures, un orage se leva, et les combattants, proches de la côte sous le vent, cessèrent le combat pour se préparer aux risques que l'orage présentait. L'obscurité de l'orage, puis la tombée de la nuit empêchèrent une nouvelle bataille ce jour-là.

## Les suites
Les flottes mouillèrent si proches l'une de l'autre que Suffren se mit en position de combat. Hughes, cependant, avait un convoi à protéger, et fit voile vers Trinquemalay. Suffren vira au sud et mouilla à Batticaloa qui était encore sous domination hollandaise, et où il passa six semaines pour réparer et se ravitailler. Là, il reçut les ordres de faire voile pour l'île de France afin d'escorter d'autres transports de troupes. Il choisit de passer outre, parce que les risques imposés par Hughes aux opérations des Français exigeaient toutes ses forces. De plus, il ne faisait pas confiance à ses subordonnés : les commandants du Vengeur et de l’Artésien, les deux navires qui étaient restés en retrait de l'action, avaient été remarqués pour avoir désobéi aux ordres, et son commandant en second intriguait contre lui avec quelques autres officiers.

## Les flottes rivales
| - Le Héros, 74 - L'Annibal, 74 - L'Orient, 74 - L'Ajax, 64 - L'Artésien, 64 - Le Brillant, 64 - Le Bizarre, 64 - Le Sévère, 64 - Le Sphinx, 64 - Le Vengeur, 64 - Le Flamand de 54 commandé par Louis-Hyacinte de Cavelier de Cuverville - Le Petit Annibal, 50 |  | - HMS Superb, 74 - HMS Hero, 74 - HMS Sultan, 74 - HMS Burford, 70 - HMS Monarca, 70 - HMS Eagle, 64 - HMS Exeter, 64 - HMS Magnanime, 64 - HMS Monmouth, 64 - HMS Worcester, 64 - HMS Isis, 50 |

### Sources et bibliographie
- Georges Lacour-Gayet, La Marine militaire de France sous le règne de Louis XVI, Paris, Honoré Champion, 1905, 719 p. (BNF 30709972, lire en ligne)
- Rémi Monaque, Suffren : un destin inachevé (Biographie), Paris, éditions Tallandier, 8 octobre 2009, 494 p. (ISBN 978-2-847-34333-5)
- Rémi Monaque, Une histoire de la marine de guerre française, Paris, éditions Perrin, 2016, 526 p. (ISBN 978-2-262-03715-4)
- Michel Vergé-Franceschi (dir.), Jean Kessle (conseiller scientifique) et al., Dictionnaire d’Histoire maritime, Paris, éditions Robert Laffont, coll. « Bouquins », 2002, 1508 p., 2 volumes : [1] A-G – [2] H-Z. (ISBN 978-2-221-08751-0 et 978-2-221-09744-1)
- Guy Le Moing, Les 600 plus grandes batailles navales de l'Histoire, Rennes, Marines Éditions, mai 2011, 620 p. (ISBN 978-2-357-43077-8)
- (en) George Bruce Malleson, Final French Struggles in India and on the Indian Seas, W.H. Allen, 1884 (lire en ligne)